# Суфли
Суфли (на испански: Suflí) е населено място и община в Испания. Намира се в провинция Алмерия, в състава на автономната област Андалусия. Общината влиза в състава на района (комарка) Вале дел Алмансора. Заема площ от 10 km². Населението му е 262 души (по данни от 2010 г.). Разстоянието до административния център на провинцията е 115 km.

## Демография
| 1996 | 1998 | 1999 | 2000 | 2001 | 2002 | 2003 | 2004 | 2005 | 2006 |
| ---- | ---- | ---- | ---- | ---- | ---- | ---- | ---- | ---- | ---- |
| 233  | 246  | 249  | 256  | 251  | 255  | 242  | 234  | 260  | 253  |